# Свобода (река)
Свобода (истор. Диттова; нем. Dittau) — река в России, протекает по территории Озёрского и Черняховского районов Калининградской области России. Устье реки находится в 19 км по правому берегу реки Голубой. Длина реки составляет 25 км, площадь водосборного бассейна 89 км².

## Данные водного реестра
По данным государственного водного реестра России, относится к Балтийскому бассейновому округу, водохозяйственный участок реки — Преголя. Относится к речному бассейну реки Неман и рекам бассейна Балтийского моря (российская часть в Калининградской области).
Код объекта в государственном водном реестре — 01010000212104300010251.

## Топографическая карта
- Лист карты N-34-56 Черняховск. Масштаб: 1 : 100 000. Состояние местности на 1980 год. Издание 1987 г.